# 韋普里克 (法斯蒂夫區)
50°6′24″N 29°48′21″E / 50.10667°N 29.80583°E
韋普里克（烏克蘭語：Веприк）是位於烏克蘭北部的村莊，由基辅州法斯蒂夫區的法斯蒂夫市鎮負責管轄。該村面積4.92平方公里，海拔高度173米，2001年人口1,053，人口密度每平方公里214人。